# Edward Maitland

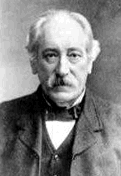
Edward Maitland

Edward Maitland (* 27. Oktober 1824 in Ipswich, England; † 2. Oktober 1897 in Tonbridge, England) war ein englischer Autor und Theosoph.

## Leben und Wirken
Maitland studierte am Gonville and Caius College in Cambridge, das er 1847 mit dem Bachelor of Arts abschloss. Entgegen dem Wunsch seines Vaters, eine kirchliche Laufbahn einzuschlagen, ging er 1848 nach Mexiko und 1849 in die USA, dort war er einer der Forty-Niners beim Kalifornischen Goldrausch. Später siedelte er in Australien, wo er am 3. Mai 1855 Esther Charlotte Bradley (1834–1856) heiratete. Aus der Ehe ging Sohn Charles hervor. Infolge seiner Eheschließung, die eine gesellschaftliche Aufwertung bedeutete, wurde er noch im Mai 1855 zum Commissioner of crown lands von Goulburn (bei Canberra) ernannt und war Präsident der Goulburn School of Art.
Nach seiner Rückkehr nach England 1858 begann er sich schriftstellerisch zu betätigen und veröffentlichte ab 1867 eine Reihe von Büchern. Sein Leben wandelte sich, Spiritualismus und Humanität rückten ins Zentrum, Interesse am Spiritismus war ebenso vorhanden. Im Sommer 1873 las Anna Kingsford eines seiner Werke, begann daraufhin einen Briefwechsel mit Maitland der im Februar 1874 zu einem ersten Treffen der beiden führte. Es begann eine Freundschaft, die bis zum Tod Kingsfords 1888 dauerte.
Gemeinsam traten sie im September 1882 der London Lodge und damit der Theosophischen Gesellschaft bei. Am 7. Januar 1883 wurde er zum Vize-Präsidenten der London Lodge gewählt, während Kingsford das Präsidentenamt übernahm. Als Kingsford am 6. April 1884 als Präsidentin abgewählt wurde, verlor auch Maitland seinen Vize-Präsidentenposten. Daraufhin gründeten sie zusammen am 9. Mai 1884 die Hermetic Society, diese stand zwar der Theosophie nahe, war aber von der Theosophischen Gesellschaft unabhängig. Nach Kingsfords Tod 1888 gründete er 1891 die Esoteric Christian Union.

## Werke (Auswahl)
- By and by, an historical romance of the future. Gregg Press, Boston 1977, ISBN 0-8398-2379-7. (Reprint von 1873)
- England and Islam. Kessinger, Whitefish 2003, ISBN 0-7661-2691-9. (Reprint von 1877)
- The Life of Anna Kingsford Part 1. Kessinger, Whitefish o. J., ISBN 0-7661-2892-X. (Reprint von 1896)
- The Life of Anna Kingsford Part 2. Kessinger, Whitefish o. J., ISBN 0-7661-3172-6. (Reprint von 1913)
- The Story of the New Gospel of Interpretation. Adamant Media, Boston 2005, ISBN 1-4021-6803-9. (Reprint von 1893)